# Альфа-фетопротеїн
Альфа-фетопротеїн (АФП, англ. Alpha fetoprotein) — білок, який кодується геном AFP, розташованим у людини на довгому плечі 4-ї хромосоми. Довжина поліпептидного ланцюга білка становить 609 амінокислот, а молекулярна маса — 68 678. Це глікопротеїн, що утворюється у людини протягом ембріонального розвитку ентодермальними тканинами і печінкою, або у дорослих у клітинах злоякісних пухлин печінки. Альфа-фетопротеїн фізіологічно виконує функцію фетального транспортного білка, що транспортує мідь, нікель, жирні кислоти і білірубін у крові плоду.
АФП є структурно спорідненим з іншими транспортними білками, такими як альбумін, вітамін D-синтезуючий протеїн і афалін. Синтез у людини починається на четвертому тижні ембріогенезу, максимально між 12 і 16 тижнями вагітності і майже повністю припиняється після народження. У дорослих вміст білка в крові менше як 40 нг/мл.
| 10         |  | 20         |  | 30         |  | 40         |  | 50         |
| ---------- |  | ---------- |  | ---------- |  | ---------- |  | ---------- |
| MKWVESIFLI |  | FLLNFTESRT |  | LHRNEYGIAS |  | ILDSYQCTAE |  | ISLADLATIF |
| FAQFVQEATY |  | KEVSKMVKDA |  | LTAIEKPTGD |  | EQSSGCLENQ |  | LPAFLEELCH |
| EKEILEKYGH |  | SDCCSQSEEG |  | RHNCFLAHKK |  | PTPASIPLFQ |  | VPEPVTSCEA |
| YEEDRETFMN |  | KFIYEIARRH |  | PFLYAPTILL |  | WAARYDKIIP |  | SCCKAENAVE |
| CFQTKAATVT |  | KELRESSLLN |  | QHACAVMKNF |  | GTRTFQAITV |  | TKLSQKFTKV |
| NFTEIQKLVL |  | DVAHVHEHCC |  | RGDVLDCLQD |  | GEKIMSYICS |  | QQDTLSNKIT |
| ECCKLTTLER |  | GQCIIHAEND |  | EKPEGLSPNL |  | NRFLGDRDFN |  | QFSSGEKNIF |
| LASFVHEYSR |  | RHPQLAVSVI |  | LRVAKGYQEL |  | LEKCFQTENP |  | LECQDKGEEE |
| LQKYIQESQA |  | LAKRSCGLFQ |  | KLGEYYLQNA |  | FLVAYTKKAP |  | QLTSSELMAI |
| TRKMAATAAT |  | CCQLSEDKLL |  | ACGEGAADII |  | IGHLCIRHEM |  | TPVNPGVGQC |
| CTSSYANRRP |  | CFSSLVVDET |  | YVPPAFSDDK |  | FIFHKDLCQA |  | QGVALQTMKQ |
| EFLINLVKQK |  | PQITEEQLEA |  | VIADFSGLLE |  | KCCQGQEQEV |  | CFAEEGQKLI |
| SKTRAALGV  |  |            |  |            |  |            |  |            |

A: Аланін

C: Цистеїн

D: Аспарагінова кислота

E: Глутамінова кислота

F: Фенілаланін

G: Гліцин

H: Гістидин

I: Ізолейцин

K: Лізин

L: Лейцин

M: Метіонін

N: Аспарагін

P: Пролін

Q: Глутамін

R: Аргінін

S: Серин

T: Треонін

V: Валін

W: Триптофан

Білок має сайт для зв'язування з іоном міді. Секретований назовні.

## Діагностичне значення
Дуже висока концентрація АФП в крові матері чи у навколоплідних водах може вказувати на наявність вад розвитку плоду. До них належать:
- дефекти черевної стінки, такі як омфалоцеле і гастрошизис;
- дефекти нервової трубки, як розщеплення хребта (Spina bifida), аненцефалія;
- аномалії нирок і сечовивідних шляхів;
- синдром Шерешевського-Тернера;
- інші вади розвитку плоду (атрезія стравоходу і дванадцятипалої кишки);

Причиною підвищеного вмісту альфа-фетпротеїну може бути і багатоплідна вагітність.
Зниження АФП між 14 і 20 тижнями вагітності може бути ознакою синдрому Дауна (трисомія 21) у ненародженої дитини, трисомії 18, затримки внутрішньоутробного розвитку та ін.
Високий рівень альфа-фетопротеїну у чоловіків і невагітних жінок вказує в першу чергу на гепатокарциному, меншою мірою — на хронічний гепатит, цироз печінки. Виявлення вогнищевих утворень неправильної форми із змінами доплерової картини у паренхимі печінки при ультразвуковому дослідженні в поєднанні із наростанням збільшення рівня АФП протягом 6 місяців має розглядатися як наявність гепатокарциноми і відразу спонукати до проведення високоточної хіміоемболізації, або за наявності дрібних пухлин — резекції, черезшкірної абляції чи трансплантації печінки.

### Лабораторні тести
Вимірювання вмісту АФП у сироватці крові можна проводити як окремим дослідженням — АФП-тест, так і в комбінації з визначенням рівня інших гормонів: естрадіолу і хоріонічного гонадотропіну — потрійний скринінг.

### Недоліки АПФ-тесту
Близько 90 % жінок, у яких було виявлено підвищений рівень альфа-фетопротеїну, народжують здорових дітей. Відхилення від норми часто пов'язане з похибками у встановленні терміну вагітності. Багато вчених вважають, що такий високий рівень «хибно-позитивних» результатів роблять такий тест невиправданим. Заключний діагноз синдрому Дауна та ін. можна поставити тільки після хромосомного аналізу тканин дитини.